# La Ménitré

La Ménitré este o comună în departamentul Maine-et-Loire, Franța. În 2009 avea o populație de 2,088 de locuitori.